# Rudy Rotta
Rudy Rotta (Villadossola, 1950. október 14. – Verona, 2017. július 3.) olasz gitáros, blueszenész. Többek között a Beatles dalainak blues-átiratairól ismert.

## Pályafutása
A Piemont Svájcba benyúló részében fekvő Villadossolában született, majd Luzernben nevelkedett, ahová a családja emigrált. Bár Svájcben kezdte karrierjét 14 éves korában, hamarosan a híres venetói városba, Veronába költözött.
Pályafutása során számos nevezetes blueszenésszel játszott együtt, mint pl. Brian Auger, John Mayall, Robben Ford és Peter Green. Saját együttesével, a Rudy Rotta Banddel számos hangfelvételt készített.
Betegsége következtében 2017. július 3-án Veronában hunyt el.

## Diszkográfia (albumok)
- 1990 – Reason to Live 1990 Alabianca – EMI (1991 EMI / Toshiba Japan)
- 1991 – Diabolic Live Hot Fok`s / In-Akustic – CD
- 1991 – Blues Greatest Hits Hot Fok`s / In-Akustic – CD registered in Chicago
- 1995 – So di Blues Rossodisera / Sony Music – CD
- 1997 – Live in Kansas City Acoustic Music Records- CD
- 1998 – Loner and Goner Alabianca / EMI – CD
- 1998 – Real Live LMJ – Vinyl
- 1999 – Blurred Acoustic Music Records – CD
- 1999 – Montreux Festival 'with other artists – CD
- 2001 – The Beatles in Blues Azzurra Music – CD
- 2004 – Some of My Favorite Songs Pepper Cake-ZYX – CD
- 2004 – Springtime Blues with other artists – CD
- 2005 – Captured Live with Brian Auger Pepper Cake-ZYX – CD
- 2006 – Winds of Louisiana Pepper Cake-ZYX – CD registered in New Orleans
- 2009 – Blue Inside Pepper Cake-ZYX – CD registrato in studio ad Imola (Italy), e live a Winterthur (CH) e Castelfranco Emilia (Modena Italy)
- 2011 – Me, My Music and My Life Pepper Cake-ZYX – CD

## Külső hivatkozások
- Rudy Rotta.com